# Marolles-lès-Bailly
Marolles-lès-Bailly – miejscowość i gmina we Francji, w regionie Grand Est, w departamencie Aube.
Według danych na rok 1990 gminę zamieszkiwało 119 osób, a gęstość zaludnienia wynosiła 27 osób/km².

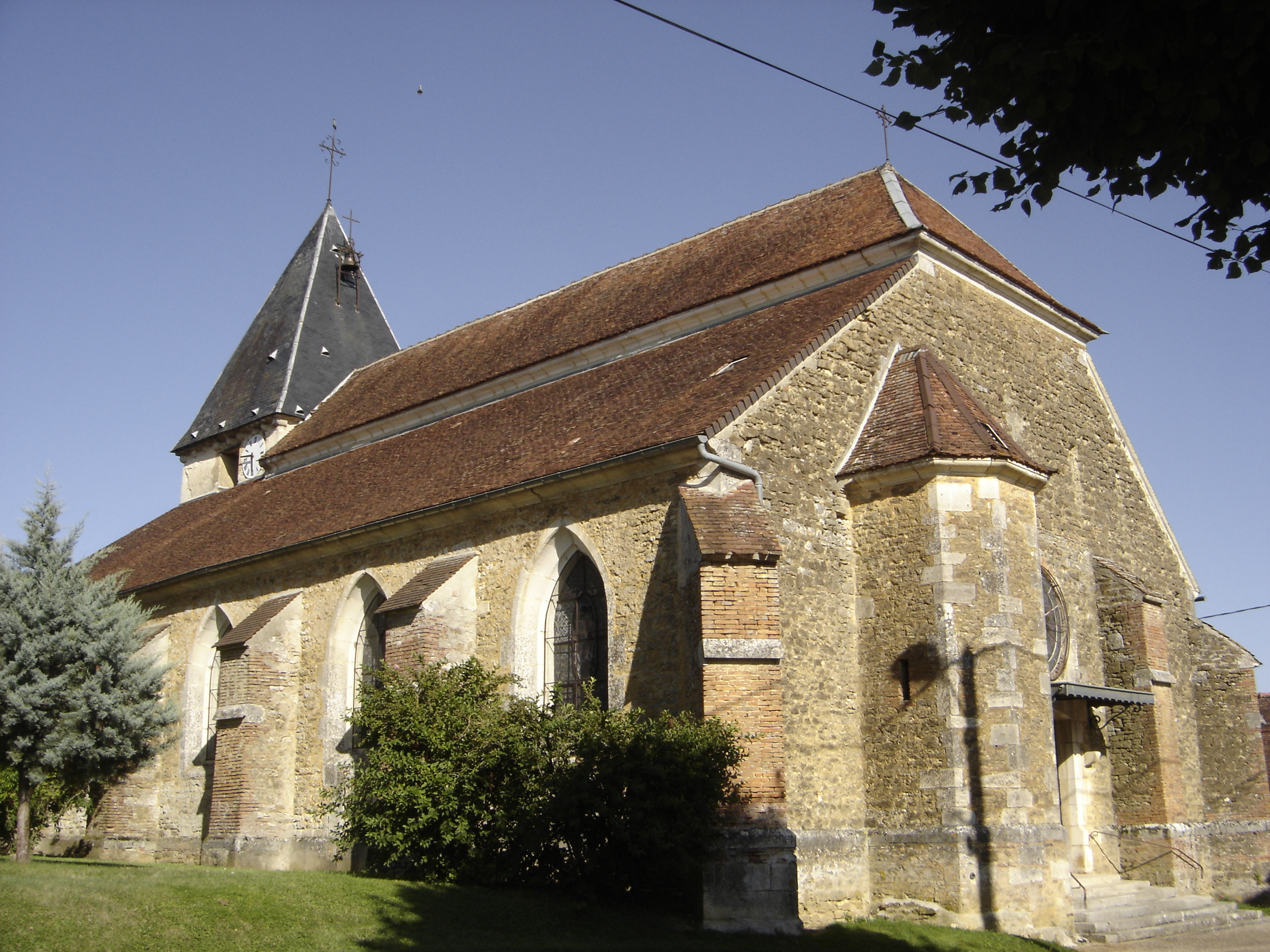
Kościół w Marolles-lès-Bailly, 2009